# Roldano Simeoni
Roldano Simeoni, né le 21 décembre 1948 à Civitavecchia, est un poloïste international italien. Il remporte la médaille d'argent lors des Jeux olympiques d'été de 1976 à Montréal ainsi que le titre de champion du monde en 1978 à Berlin avec l'équipe d'Italie.

## Palmarès

### En sélection
- Italie
  - Jeux olympiques :
    - Médaille d'argent : 1976.

  - Championnat du monde :
    - Vainqueur : 1978.